# كين ماكدويل
كين ماكدويل (بالإنجليزية: Ken McDowall)‏ هو لاعب كرة قدم بريطاني في مركز الهجوم، ولد في 6 مايو 1938 في مانشستر في المملكة المتحدة. لعب مع مانشستر يونايتد.